# Jozef Zlatňanský

Znak biskupa Zlatňanského

Jozef Zlatňanský (13. března 1927, Topoľčianky, Československo – 11. února 2017, Nitra, Slovensko) byl slovenský římskokatolický emeritní biskup, který dlouhá léta působil na různých pozicích v Kongregaci pro nauku víry ve Vatikánu.

## Život
Svá teologické studia začal v Bratislavě na bohoslovecké fakultě v letech 1946–1947. Ve studiu pokračoval následně v Římě na Lateránské univerzitě. Za kněze byl vysvěcen 22. prosince 1951 v Římě. V roce 1959 získal na Papežské gregoriánské univerzitě licenciát v sociálních vědách.
V letech 1961–1963 byl profesorem filozofie na kněžském semináři v Catanzaro. Od roku 1964 do roku 1966 pracoval na sekretariátu komise II. Vatikánského koncilu. Od roku 1966 pracoval v Kongregaci pro nauku víry, do roku 1975 jako asistent, v letech 1975–1984 jako ředitel sekce pro věrouku. Dne 6. prosince 1984 ho papež Jan Pavel II. jmenoval za subsekretáře Kongregace pro nauku víry. V letech 1990–1994 byl členem Papežského výboru pro eucharistické kongresy.
11. června 1997 ho Jan Pavel II. jmenoval titulárním biskupem Montefiascone. Biskupské svěcení přijal 20. července téhož roku v Topoľčiankach z rukou Kardinála Jozefa Tomka. Spolusvětiteli byli kardinál Tarcisio Bertone a Trnavsko-bratislavský arcibiskup Ján Sokol. Současně se jmenováním za arcibiskupa byl jmenován sekretářem interdikastriální Komise pro východní Evropu. Zlatňanského rezignaci z důvodu dosažení kanonického věku přijal papež Jan Pavel II. 8. června 2004.